# Françoise de Panafieu

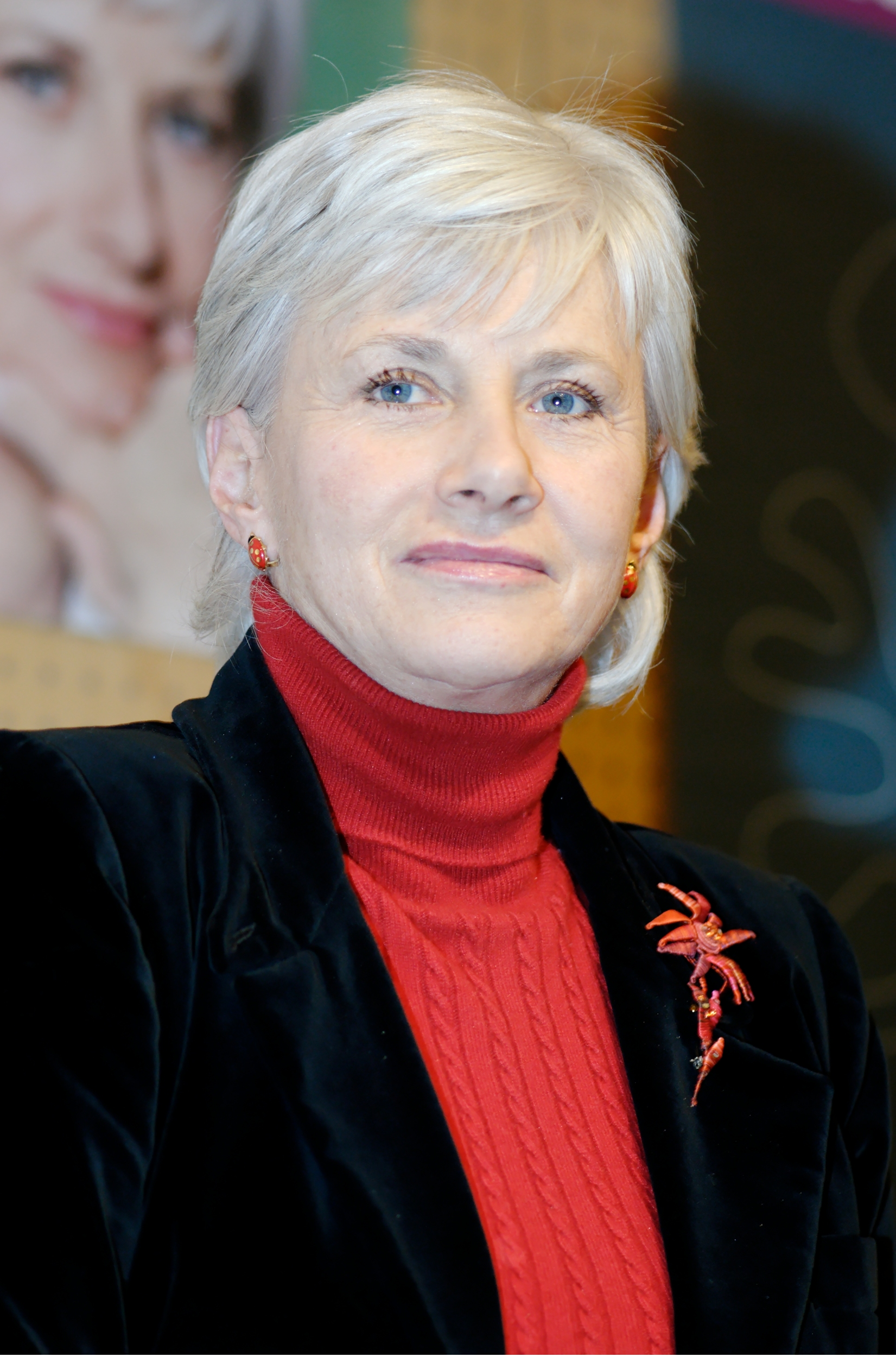
Françoise de Panafieu im Dezember 2007

Françoise de Panafieu (geb. Missoffe; * 12. Dezember 1948 in Moyeuvre-Grande, Département Moselle) ist eine französische Politikerin (RPR, UMP). Sie war von 1986 bis 1995 sowie von 1997 bis 2012 Mitglied der Nationalversammlung, von 1983 bis 2001 stellvertretende Bürgermeisterin von Paris und von 2001 bis 2008 Bezirksbürgermeisterin des Pariser 17. Arrondissements.

## Leben und Karriere
Sie wurde als ältestes von acht Kindern geboren. Ihr Vater François Missoffe war unter de Gaulle Minister für Sport und ihre Mutter Hélène Missoffe war Senatorin und Staatssekretärin unter Valéry Giscard d’Estaing. Ihr Onkel Jean François-Poncet war von 1978 bis 1981 Außenminister. Françoise Missoffe absolvierte ein Soziologiestudium an der Universität Paris-Nanterre. Sie heiratete 1970 den Finanzinspkteur Guy de Panafieu, der später Manager bei Lyonnaise des eaux und bei Bull wurde; das Paar hat vier Kinder.
Nach drei Jahren bei einer Personalfirma wurde sie 1973 Abgeordnetenmitarbeiterin ihres Vaters, der damals als Mitglied der gaullistischen UDR einen Wahlkreis in der Nationalversammlung vertrat, der größtenteils im 17. Arrondissement von Paris liegt. Als Kandidatin der UDR-Nachfolgepartei Rassemblement pour la République (RPR) wurde de Panafieu selbst 1979 für das 17. Arrondissement in den Gemeinderat von Paris gewählt. In dieser Funktion wurde sie fünfmal wiedergewählt, sodass sie dem Rat über 35 Jahre angehörte. Der damalige Bürgermeister von Paris, Jacques Chirac, den sie als ihren Mentor bezeichnet, ernannte de Panafieu 1980 zu seiner Beigeordneten und übertrug ihr die Zuständigkeit für das Ganztagsangebot an Schulen. Von 1983 bis 1995 war sie für Kultur zuständig.
Als ihr Parteikollege Alain Juppé im März 1986 Haushaltsminister wurde, rückte de Panafieu auf seinen Sitz in der Nationalversammlung nach. Bei den Parlamentswahlen 1988 und 1995 wurde sie als Abgeordnete bestätigt. Sie gab ihren Abgeordnetensitz auf, als sie im Mai 1995 zur Tourismusministerin im Kabinett Juppé I ernannt wurde. Dieses Amt hatte sie allerdings nur bis 1995 inne. Nach der Wahl Jacques Chiracs zum Staatspräsidenten hatte Jean Tiberi das Pariser Bürgermeisteramt übernommen, unter ihm blieb de Panafieu beigeordnete Bürgermeister, nun zuständig für Parks und Grünflächen. Von September 1996 bis Juni 1997 war sie Ständige Vertreterin Frankreichs bei der UNESCO. Bei der Parlamentswahl 1997 wurde sie erneut in die französische Nationalversammlung gewählt. Im gleichen Jahr unterstützte sie Philippe Seguin im parteiinternen Machtkampf gegen Alain Juppé um den RPR-Vorsitz.

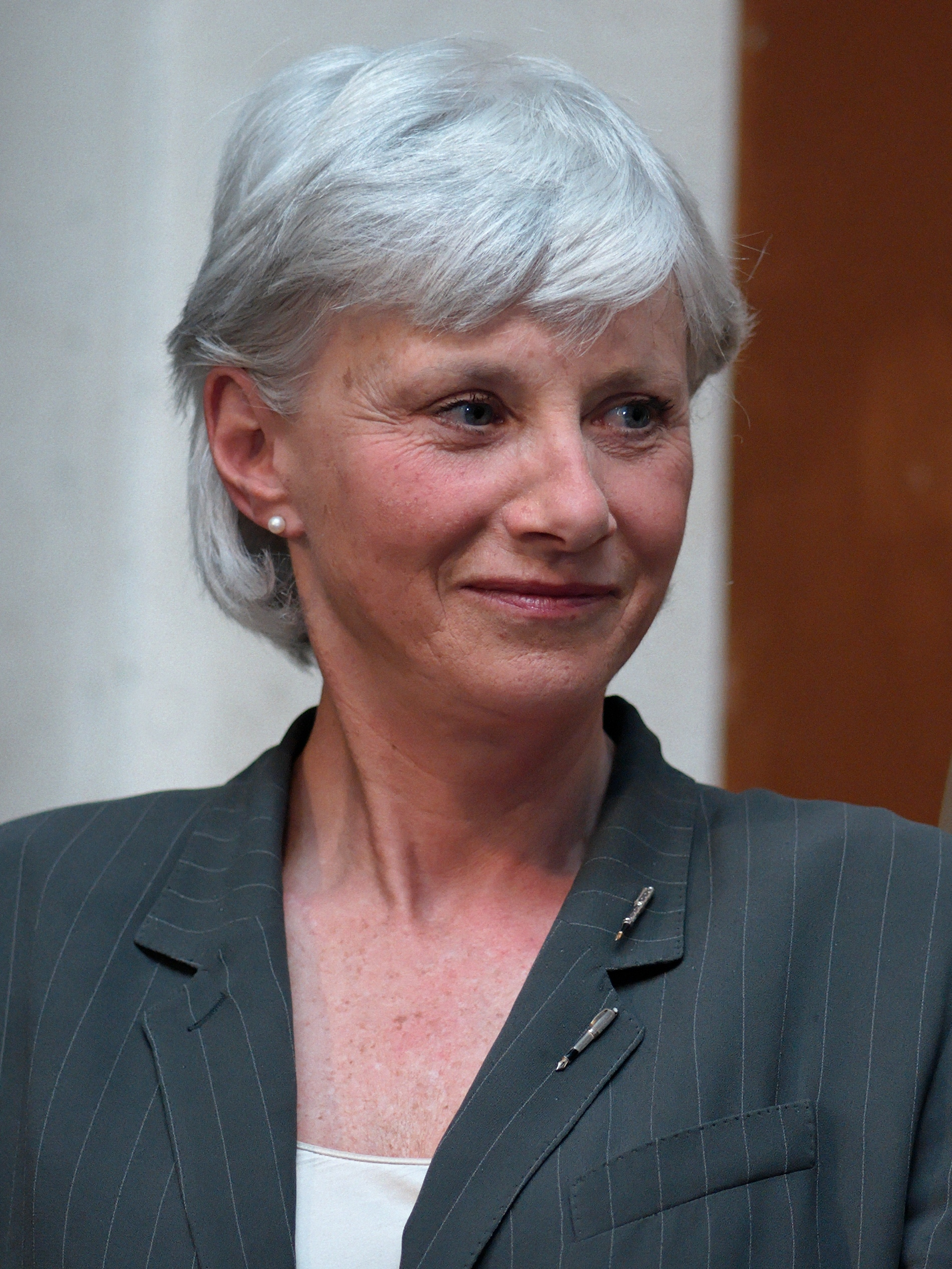
Panafieu bei einer Wahlkampfveranstaltung 2007

Bei der Kommunalwahl 2001 verlor die RPR, die nach Skandalen zerstritten war und mit zwei konkurrierenden Kandidaten antrat, erstmals nach Jahrzehnten die Kontrolle über das Pariser Rathaus an die Sozialisten. Unterdessen wurde Françoise de Panafieu aber zur Bezirksbürgermeisterin des 17. Arrondissement gewählt, das im Nordwesten der Stadt liegt und sowohl relativ arme Wohngebiete als auch angesagte Viertel umfasst. Dieses Amt hatte sie für sieben Jahre bis März 2008 inne. Daneben behielt sie ihren Sitz in der Nationalversammlung.
Das RPR ging 2002 in der Mitte-rechts-Sammelpartei Union pour un Mouvement Populaire (UMP) auf, der de Panafieu anschließend angehörte. Im Vorfeld der Parlamentswahl 2002 bewarb sie sich um die Nachfolge ihres Parteikollegen Bernard Pons als Abgeordnete des 16. Wahlkreises von Paris; die UMP stellte jedoch erneut den bereits 75-jährigen Pons auf. Daraufhin kandidierte de Panafieu bei der Wahl als Unabhängige gegen Pons und gewann den Wahlkreis. Sie wurde 2007 wiedergewählt, sodass sie der Nationalversammlung bis 2012 angehörte.
Im September 2006 übernahm sie den Vorsitz der UMP-Fraktion im Pariser Gemeinderat. Bei der Kommunalwahl 2008 war sie die Kandidatin ihrer Partei für das Bürgermeisteramt. Sie erhielt aber nur 27,9 % der Stimmen, die Zahl der UMP-Gemeinderäte ging auf 61 zurück, während die Sozialisten unter Bertrand Delanoë eine deutliche Mehrheit errangen. Anschließend gehörte de Panafieu dem Gemeinderat noch bis 2014 als einfaches Mitglied an.